# Улица Сулимова (Екатеринбург)
У́лица Сули́мова (ранее Кооперативная) — магистральная улица в жилом районе «Пионерский» Кировского административного района Екатеринбурга.

## Происхождение названия
Улица названа в честь Даниила Егоровича Сулимова (1890—1937) — видного советского партийного и хозяйственного деятеля, председателя Совнаркома РСФСР, секретаря Уральского обкома ВКП(б).

## Расположение и благоустройство
Улица Сулимова идёт с северо-северо-запада на восток-юго-восток между улицами Июльской и Ирбитской, начинаясь от пересечения с улицей Омской и заканчиваясь у Т-образного перекрёстка у улицы Данилы Зверева. Пересекается с улицами Садовой, Менделеева, Чекистов, Учителей. На улицу Сулимова слева выходят  улицы Советская, Менжинского, справа — улица Боровая. Протяжённость улицы составляет около 1650 метров. Ширина проезжей части — две полосы в каждую сторону.
На протяжении улицы имеются семь светофоров и один регулируемый пешеходный переход. С обеих сторон улица оборудована тротуарами.

## История
Возникновение улицы связано с развитием Нового посёлка (современный Пионерский жилой район). Улица была спланирована в 1927—1928 годах и на планах Свердловска 1929 и 1932 годов обозначена как застраиваемая. Изначально носила название «Кооперативная». На планах города 1939 и 1942 годов показана застройка по обеим сторонам начала улицы, вплоть до улицы Садовой. На плане Свердловска 1947 года улица обозначена как полностью застроенная.

## Транспорт

### Наземный общественный транспорт
- Остановки «Парк Хаус», «Менделеева», «Боровая» и «Данилы Зверева»:

Автобус: № 28, 48, 70, 81, 82, 86, 87;
Троллейбус: 32, 34.

### Ближайшие станции метро
Действующих станций метро поблизости нет. В отдалённой перспективе в 400 метрах от начала улицы планируется строительство станции  «Комсомольская».
До ближайшей станции метро Динамо можно добраться на прямом троллейбусе № 34 с остановок Парк Хаус, Менделеева, Боровая, Данилы Зверева сделав, по направлению движения в центр города по улице Учителей и Улица Уральская (Екатеринбург).